# كيلي كيلينغ
كيلي كيلينغ (بالإنجليزية: Kelly Keeling)‏ هو مغني أمريكي، ولد في 25 يونيو 1968 في لافاييت في الولايات المتحدة.

## وصلات خارجية
- كيلي كيلينغ على موقع IMDb (الإنجليزية)
- كيلي كيلينغ على موقع ميوزك برينز (الإنجليزية)
- كيلي كيلينغ على موقع أول ميوزيك (الإنجليزية)
- كيلي كيلينغ على موقع ديسكوغز (الإنجليزية)